# Christin Senkel
Christin Senkel (Ilmenau, 31 augustus 1987) is een atleet en bobsleeër uit Duitsland. Voordat ze als olympisch bobsleeër actief was, was Senkel in haar jeugdjaren een beloftevolle atleet.

## Bobsleeën
Bij de Olympische Winterspelen van Vancouver in 2010 nam Senkel samen met Sandra Kiriasis deel aan de tweemansbob, en behaalden ze een vierde plaats.
Vier jaar later op de Olympische Winterspelen van Sotsji in 2014 nam ze deel met Cathleen Martini, en werden ze zevende.
Op de Europese kampioenschappen bobsleeën en skeleton werd ze in 2010 derde en in 2011 tweede in de Tweemansbob.
Bij de Wereldbeker skeleton 2011/2012 won ze samen met Anja Schneiderheinze de landenwedstrijd in de tweemansbob.

## Atletiek
In de atletiek behaalde ze in 2004 een eerste plaats bij de B-jeugd bij de Duitse indoorkampioenschappen op het onderdeel vijfkamp. In 2005 werd ze nationaal jeugdkampioene bij de 4x100 meter estafette.
- World Athletics: 14279800